# أدميرالتي

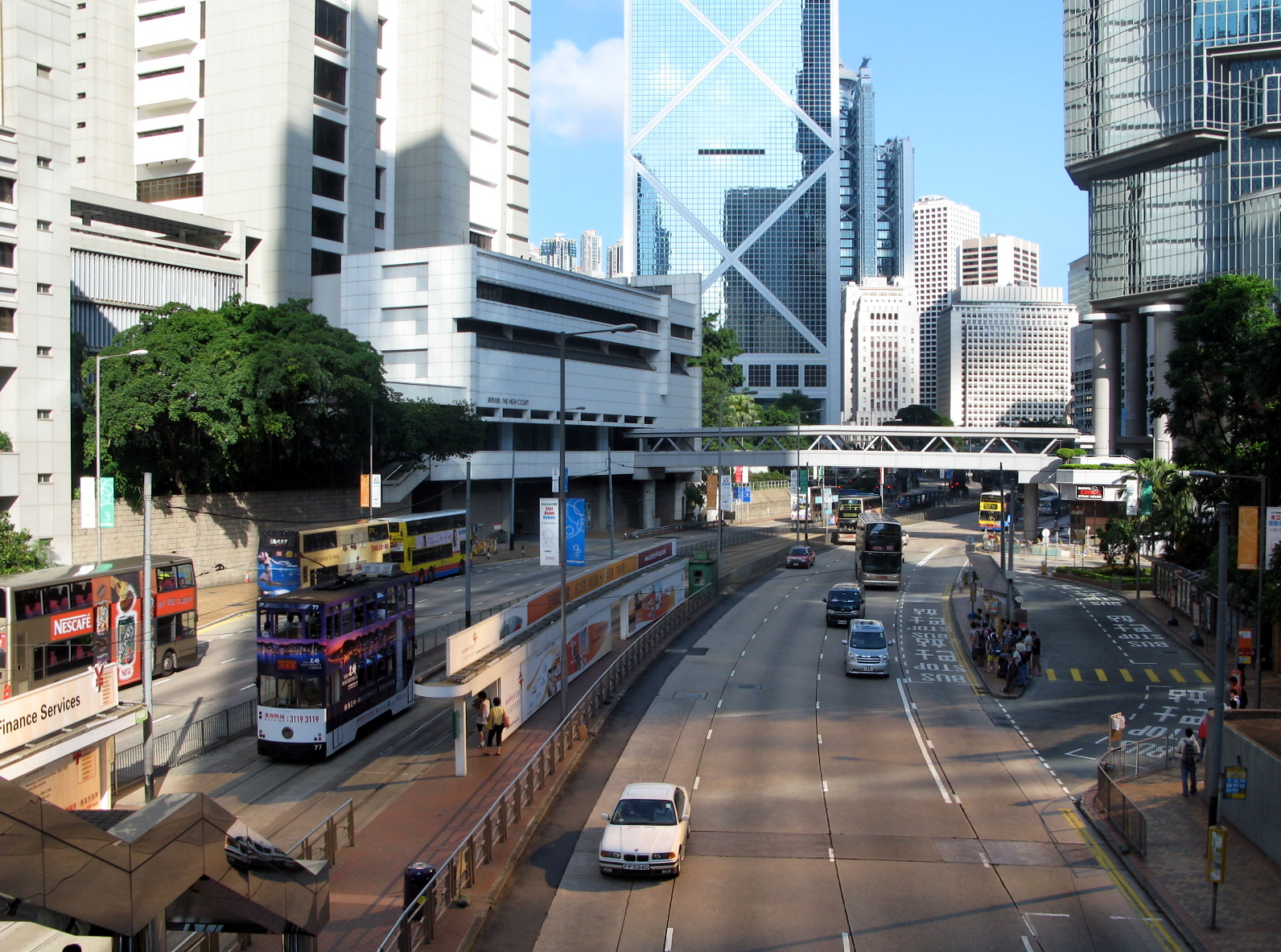
حركة كوينزواي في الأميرالية ، تتجه غربًا نحو وسط.

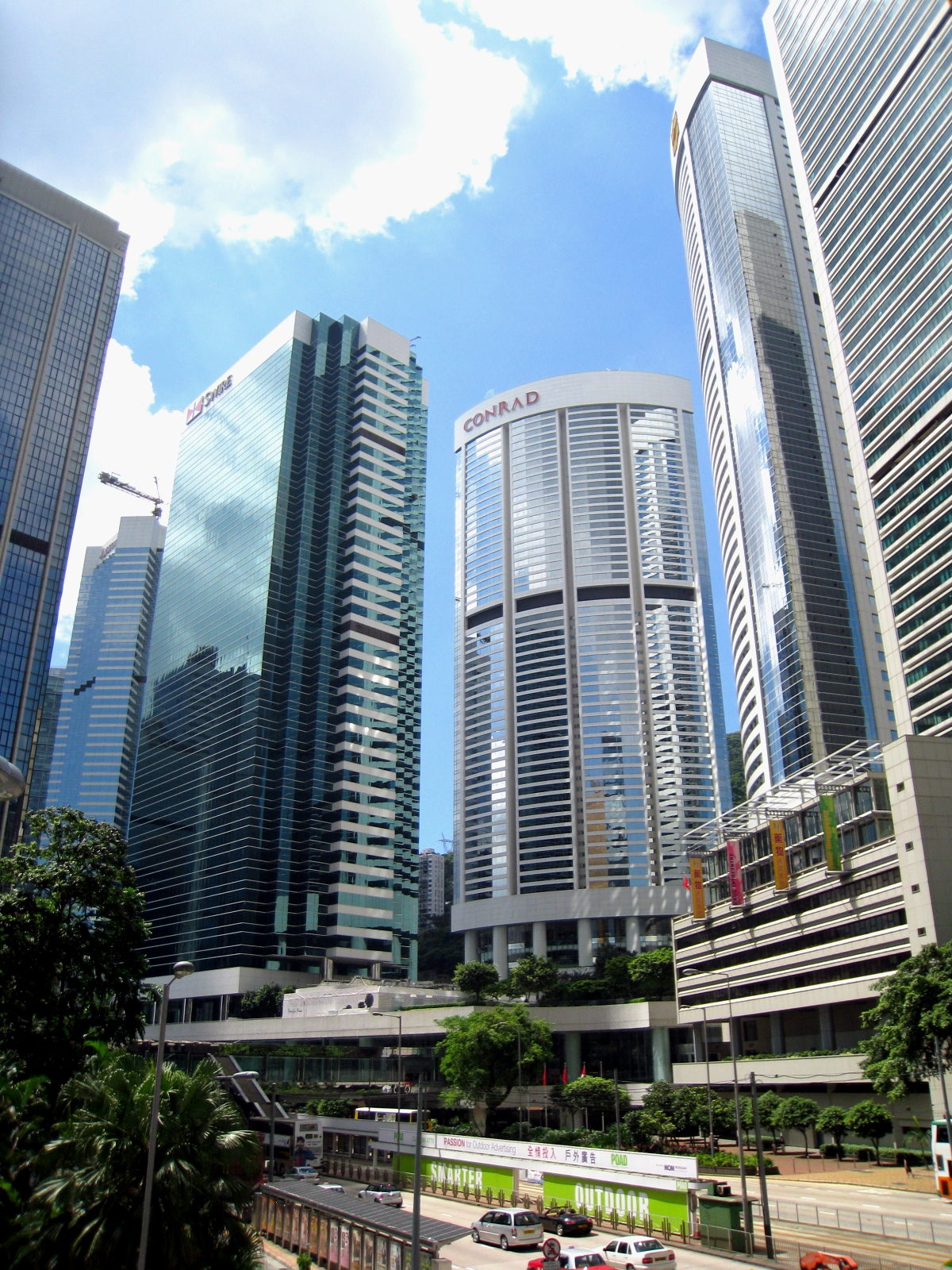
منظر للمحيط الهادئ عبر كوينزواي.

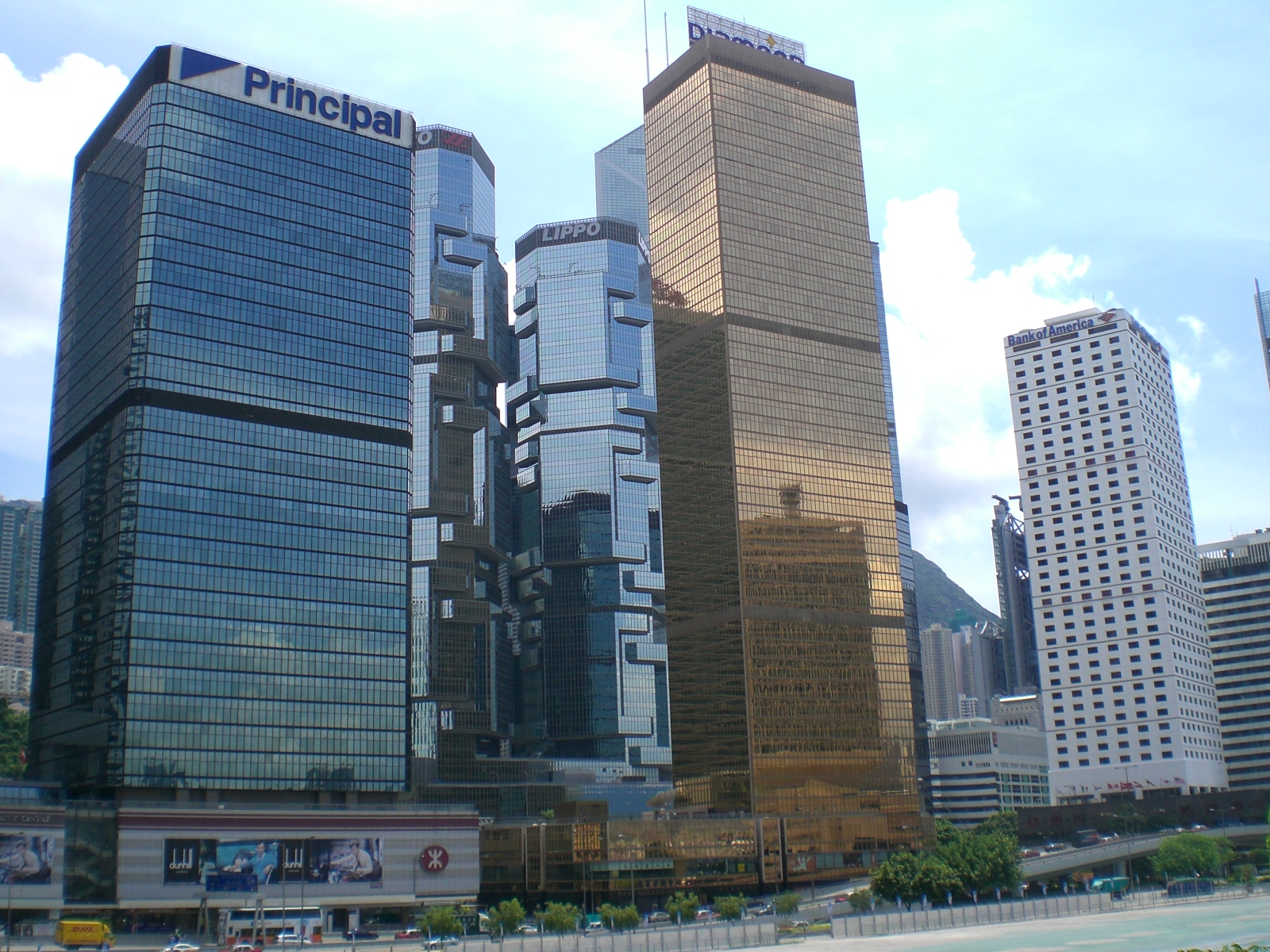
من اليسار إلى اليمين: مركز الأميرالية أعلى محطة الأميرالية ، مركز ليبو ، مركز الشرق الأقصى المالي وبرج بنك أوف أمريكا ، تم عرضهما عبر طريق هاركورت.

أدميرالتي هي الامتداد الشرقي للمنطقة التجارية المركزية المتاخمة لسنترال ، ولكنها منفصلة عنها، في جزيرة هونغ كونغ. تقع في الطرف الشرقي من المنطقة الوسطى والغربية، ويحدها وان تشاي من الشرق وميناء فيكتوريا من الشمال.  